# Galeus springeri
Espèce
Répartition géographique
Statut de conservation UICN

 DD  : Données insuffisantes
Galeus springeri est une espèce de requins. Il est parfois connu sous le nom vernaculaire de Chien de mer de Springer.

## Description
Le plus grand spécimen connu mesurait 48 cm de long. Il a un corps mince et une tête un peu aplatie avec un long museau pointu. Les yeux sont équipés de membranes nictitantes rudimentaires (troisième paupière protectrice). Les narines sont divisées par des parties triangulaires de peau sur leurs bords antérieurs. Les dents sont petites, elles sont semblables dans les deux mâchoires, chez les mâles et les femelles. Il y a cinq paires de fentes branchiales,.
Cette espèce présente un motif unique de couleur dorsale, composé de bandes horizontales foncées bordées de blanc devant les nageoires dorsales, et d’une série de marques foncées en forme de selle allant de la première base de la nageoire dorsale à la queue, sur un fond sombre sur un fond uniformément blanc.

## Répartition
L’aire de répartition de ce requin, qui chevauche celle du Chien de mer des Antilles, se trouve au large de Cuba, de la Jamaïque, d’Hispaniola, de Porto Rico, des Îles-sous-le-vent et probablement des îles Vierges américaines. L’étendue de sa répartition est incertaine en raison de la confusion avec des espèces apparentées. Observée à des profondeurs de 457 à 699 m, cette espèce se trouve sur ou près du fond.